# Tirant lo Blanc
Tirant lo Blanc (in de oorspronkelijke spelling Tirant lo blanch) is het belangrijkste werk van de Valenciaanse schrijver Joanot Martorell, voor de eerste keer gedrukt in 1490. Het werd in 1987 voor het eerst in het Nederlands vertaald, een vierde herwerkte druk verscheen in 2001 met de titel De volmaakte ridder Tirant lo Blanc. Het werk wordt beschouwd als een van de hoogtepunten van de Catalaanse ridderromans uit de Valenciaanse Gouden Eeuw. In tegenstelling tot veel ridderverhalen uit die tijd is het "een opvallend geloofwaardig levensverhaal". Lange tijd werd het boek aan twee auteurs toegeschreven met name aan Martí Joan de Galba, die het boek na de dood van Martorell in 1490 liet drukken. Onderzoek in de jaren 1990 heeft aangetoond dat heel het werk van Martorell is.

## Een van de eerste moderne romans

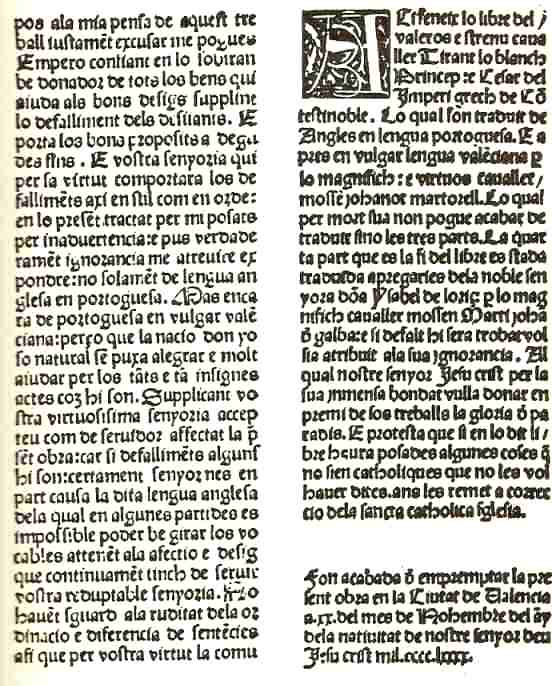
Eerste pagina van het laatste hoofdstuk

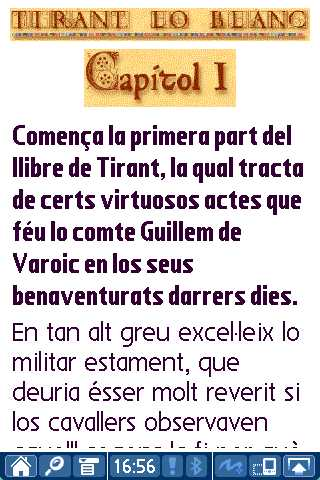
Tirant lo Blanc op een e-reader

Het werk is vermoedelijk geschreven tussen 1460 en 1464, het werd voor de eerste keer gedrukt in 1490 in Valencia en kreeg al een eerste herdruk in 1497 in Barcelona. Vrij vlug volgden vertalingen in het Castiliaans (1511), het Italiaans (1538) en het Frans (1737). Modernere vertalingen volgden in het Engels en het Nederlands. Cervantes citeert het boek in zijn Don Quichot als een van de werken die de boekverbranding overleefd hebben. Cervantes schrijft letterlijk: "ik wil benadrukken dat ik daarin een schat aan genoegen en een mijn aan vermaak heb aangetroffen."
Tirant lo Blanc wordt beschouwd als een van de eerste werken in de wereldliteratuur waarin een held van vlees en bloed opduikt: met personen uit het dagelijkse leven met gevoelens en gebreken. Het werk is een verzameling van vele afzonderlijke verhalen, waarbij de protagonist voor een structurele band tussen de gebeurtenissen zorgt. Dat is een duidelijke breuk met wat voordien gebruikelijk was: de schrijver neemt afstand van het middeleeuwse moralisme met zijn onrealistische hoge religieuze en ridderlijke idealen ten voordele van een realistische burgerlijke kijk met genoegen, rede en humor, wat van het werk een totaal ander soort literatuur maakt dan de conventionele ridderromans uit die tijd.
De taferelen aan het hof en op het slagveld geraken op de achtergrond: we zien de helden in hun dagelijkse doen, waar ze tonen hoe ze werkelijk zijn, eenvoudig zonder gekunsteldheid en spontaan zoals normale mensen. Soms bijzonder sensueel en met erotische passages, met een afwisseling tussen verhaal en dialoog. Men kan spreken van een vitalisme avant la lettre.
In Tirant verkeren de ridders in diepe crisis: daarop duiden hun plechtstatigheid en retorische breedsprakigheid, hun verzuchtingen, hun vele onbeantwoorde vragen. De burgerlijke ideeën daarentegen worden in gewone woorden uitgedrukt, met dynamisme, ironie, vlotte vergelijkingen en een klaar psychologisch stramien.
Ook het slot is verschillend van het volmaakte geluk aan het einde van het sprookje of de goddelijke heldendaden van epische helden: Tirant sterft doodgewoon door ziekte. Zijn grootste rivaal, Hipoliet, is de enige overlevende die succes heeft. De eerder pessimistische slotboodschap vormt een groot contrast met de satirische en feestelijke toon van de rest van het werk. De slotconclusie luidt dat alle personages gewone, sterfelijke mensen zijn en dat het ware leven niet altijd rechtvaardig is.

## HetTirant lo Blanc-jaar
In 1990, ter gelegenheid van de vijfhonderdste verjaardag van de eerste druk, werd overal in de Catalaanse landen door de meeste grote culturele instituten een feestjaar georganiseerd met symposia, tentoonstellingen, versies in stripverhaal om de jongeren enthousiast te maken, schoolanimaties.

## OpTirant lo Blancgeïnspireerde werken
- Tirant lo Blanc (1977), cantate voor kinderkoor met muziek van Antoni Ros-Marbà op teksten van Núria Albó (2 CD's)
- Tríptic de Tirant lo Blanc (1990), cantate van de componist Amand Blanquer met libretto van Josep Palàcios.
- El triomf de Tirant (1992), opera van Amand Blanquer met libretto van Josep Lluís en Rodolf Sirera.
- Tirant lo Blanc (1992), ballet op muziek van Leonora Milà.
- Tirante el Blanco (2006), film onder regie van Vicente Aranda.